# Mont Aizu-Komagatake
Le mont Aizu-Komagatake (会津駒ヶ岳, Aizu-Koma-ga-take) est un sommet du Japon situé sur l'île de Honshū, dans la ville de Hinoemata dans la préfecture de Fukushima. Avec 2 133 mètres d'altitude, la montagne fait partie de la liste des 100 montagnes célèbres du Japon.